# Литке, Иоганн Филипп
Иога́нн Фили́пп (также Иван Филиппович) Ли́тке (нем. Johann Philipp Lütke, также Litke; 1705, Дрезден — 1772, Калуга) — магистр богословия, ректор Петришуле (1736—1737).

## Биография
Родился в 1705 году в Дрездене.
В 1735 году президентом Петербургской академии наук И. А. Корфом, по рекомендации И. Г. Лоттера, был приглашён в Петербург на должность проректора немецкой гимназии, присоединённой к академии. Из Лейпцига И. Ф. Литке вместе с И. Г. Лоттером, Х. Э. Геллертом и Я. Штелином прибыли в Потсдам, где были приглашены на вечернюю табачную коллегию Фридриха Вильгельма I, затем — в Гамбург и, наконец, из Любека морем — в Петербург.
С 1736 года — ректор Петришуле в Петербурге. В 1737 г. перешёл помощником пастора в церковь св. Анны, одновременно преподавал немецкий язык в Анненшуле. Вследствие раздоров между прихожанами был отстранён от должности юстиц-коллегией лифляндских дел, уехал в 1738 г. в Швецию, затем через Польшу явился в Москву и в 1744 г. единогласно был избран пастором в новой немецкой общине.
Учредил в Москве первый частный пансион, в котором, между прочим, учился немецкому языку Г. А. Потёмкин. С 1756 года — первый учитель немецкого языка в гимназии Московского университета. В 1758 году вернулся в Петербург, где в течение 3 лет преподавал в Пажеском корпусе.
Умер в 1772 году от чумы, в Калуге, куда выехал с семейством.

### Семья
Сын — Пётр (нем. Peter Gottlieb Lütke; 1750—1808); женат на Анне Ивановне (урожд. Энгель; ум. 1797), вторым браком (с 1798) — на Екатерине Андреевне (урожд. Пальм).
- внуки[3]:
  - Евгений (1785—1830)
  - Наталья (1789—1848), замужем за И. С. Сульменевым (1771—1851), адмиралом
  - Анна (1793 — ?), замужем за Карлом Карловичем Гирсом (1777—1835)
  - Елизавета (1795 — ?), замужем за Фридрихом фон Розен
  - Фёдор (1797—1882) — исследователь Арктики, адмирал (1855), президент Академии наук (1864—1882)
  - Александр (1798—1851)
  - Николай (1800—1841)
  - Паулина (Пелагея Христиановна; 1807—1836), замужем за А. М. Тургеневым (1772—1863), тобольским, бессарабским и казанским губернатором.

Дочь — Елизавета (ум. 1809), замужем за П. П. Панкратьевым (1757—1810), полковником, киевским губернатором;
- внуки
  - Никита Петрович Панкратьев (1788—1836) — генерал-лейтенант, варшавский губернатор.
  - Теофил Петрович Панкратьев (1796—1859) — действительный статский советник, херсонский гражданские губернатор.

## Комментарии
1. ↑  По другим данным[3] — в 1710 году.
2. ↑  По другим данным[5] — в Йютербоге.
3. ↑  В источниках[2][7] указывается также год смерти 1771.